# NeoeEdit
NeoeEditは、プログラマ向けのテキストエディタである。Javaで書かれており、Javaプラットフォームの動作するLinux、Mac OS X、UNIX、Windowsなどで動作する。